# Opferlamm (Film)
Opferlamm (Originaltitel: Cordero de Dios) ist ein argentinischer Spielfilm der Regisseurin Lucía Cedrón aus dem Jahr 2008. In Deutschland erschien der Film am 13. November 2009 auf DVD.

## Handlung
Im Jahr 2002 wird in Buenos Aires Guillermas Großvater, der 77-jährige Arturo, entführt. Die Entführer fordern für seine Freilassung ein enormes Lösegeld, das die Familie niemals aufbringen kann. Guillermas Mutter kommt aus dem Exil in Paris zurück, wo sie seit 1978 lebt. Doch sie zeigt sich an der Freilassung ihres Vaters nicht sonderlich interessiert, widerspricht Guillermas Vorhaben, eine größere Summe mittels einer Hypothek aufzutreiben, und lehnt es auch ab, einen Freund des Vaters, einen hochrangigen Militär, um Hilfe zu bitten. Im Jahr 1978 war sie als Mitglied einer Residentengruppe von Paramilitärs entführt worden. Um sie zu retten, hat Arturo ihren Mann, Teresas Vater, an die Militärs verraten. Teresa gelingt es, die Lösegeldforderung herunterzuhandeln. Sie wirft einen Beutel mit dem Geld aus einem fahrenden Zug. Daraufhin lassen die Entführer Arturo frei. Er bittet seine Tochter um Vergebung.

## Kritik
Der film-dienst meinte, im Film gehe es „weniger um das Spannungspotenzial der Geschichte als vielmehr um ein Aufeinandertreffen verschiedener Generationen, um Vergangenheitsbewältigung und Trauerarbeit in einem von den Spuren der Diktatur gezeichneten Land“. Dabei arbeite er „geschickt mit Rückblenden“.

## Auszeichnungen
- Sundance International Filmmakers Award, 2007
- Premio Colibri de Oro auf dem X. Encuentro de Cine in Marseille, 2008
- Publikumspreis auf dem Festival in Toulouse, 2008
- Premio SIGNIS in Santiago de Chile, 2008
- Premio Semilla al Mejor Guión Latinoamericano auf dem Festival Cero Latitud, Ecuador, 2008
- Premio Biznaga als bester Film aus Lateinamerika, Málaga, 2008
- Premio Biznaga für die beste Regie an Lucía Cedrón, Málaga, 2008